# 34524 Eugenerivera
34524 Eugenerivera este o planetă minoră (asteroid) din centura de asteroizi. A fost descoperită pe 24 septembrie 2000 la Experimental Test Site⁠(d) de Lincoln Near-Earth Asteroid Research. 
Obiectul prezintă o orbită caracterizată de o semiaxă mare de 2,7690717 UAi, o excentricitate de 0,08, o înclinație de 0,27661 ° în raport cu ecliptica.